# Cange (Haiti)
Cange este o comună din arondismentul Mirebalais, departamentul Centre, Haiti.